# دانشکده مهندسی خودرو دانشگاه علم و صنعت ایران
دانشکده مهندسی خودرو، اولین و تنها دانشکده‌ تخصصی رشته مهندسی خودرو در ایران و خاورمیانه، در دانشگاه علم و صنعت ایران در سال ۱۳۷۹ شمسی تأسیس شد.

## تاریخچه
پیشنهاد تأسیس دانشکده مهندسی خودرو برای اولین بار به‌طور رسمی توسط یکی از نویسندگان مجله ماشین به نام مهندس محمدرضا زرین در اردیبهشت ماه ۱۳۷۷ (شماره پیاپی ۱۸۴/ سال ۱۹ - صفحه ۶۲) در این ماهنامه مطرح و پیگیری گردید. سپس جناب آقای دکتر محمدحسن شجاعی فرد با کمک همکاران دانشگاهی خود، این رشته را در وزارت علوم، تحقیقات و فناوری در مقطع کارشناسی ارشد به تصویب رساندند. این دانشکده با همکاری سازمان گسترش و نوسازی صنایع ایران و دو شرکت بزرگ خودروسازی ایران، ایران خودرو و سایپا، دانشجویان را از طریق بورسیه به این رشته جذب می‌نماید. دانشکده هر سال موفق به فارغ‌التحصیل نمودن ۱۰۰ نفر در سه گرایش مهندسی خودرو شده‌است.

## مقاطع آموزشی و گرایش‌ها
این دانشکده در آغاز در مقطع کارشناسی ارشد مهندسی خودرو و در سه گرایش سیستم های دینامیکی خودرو، سازه و بدنهٔ خودرو و سیستم محرکه خودرو شروع به جذب دانشجو نمود. این دانشکده توانست رشته مهندسی خودرو را در مقطع کارشناسی نیز به تصویب وزارت علوم، تحقیقات و فناوری برساند و از مهر ۱۳۸۶ شمسی با جذب ۳۰ نفر دانشجو فعالیت خود را در این مقطع تحصیلی آغاز نماید ولی به دلیل محدودیت گرایشی در مقطع کارشناسی، دانشکده مهندسی خودرو دیگر در مقطع کارشناسی دانشجو نمی‌پذیرد. دانشکده مهندسی خودرو هم‌اکنون در کنار مقطع کارشناسی ارشد،در مقطع دکترا نیز در سال ۱۳۸۷ شمسی به تصویب وزارت علوم، تحقیقات و فناوری رسید و جذب دانشجو در این مقطع نیز از مهر ۱۳۸۸ شمسی آغاز شد.
همچنین گفته می‌شود دانشکده مهندسی خودرو با تصویب وزارت علوم، تحقیقات و فناوری، از سال تحصیلی ۱۳۹۸ - ۱۳۹۹ در گرایش جدید الکترونیک خودرو نیز دانشجو جذب می‌کند. دانشکده مهندسی خودرو در نظر دارد طی سالیان آتی گرایش‌های خط تولید خودرو و تعمیر و نگهداری خودرو را نیز اضافه کند.
گرایش‌های رشته مهندسی خودرو در مقطع کارشناسی ارشد و دکتری شامل موارد زیر می‌باشد:
- طراحی سیستم‌های دینامیکی خودرو
- طراحی قوای محرکه خودرو
- طراحی شاسی و بدنه خودرو
- طراحی سیستم‌های الکترونیکی خودرو

## رشته مهندسی خودرو
رشته مهندسی خودرو (Automotive Engineering) زیر مجموعه رشته مهندسی وسایل نقلیه (Vehicle Engineering) و  مهندسی وسایل نقلیه زیر شاخه رشته مهندسی مکانیک (Mechanical engineering) می‌باشد. در کنار مهندسی خودرو یا همان مهندسی اتومبیل، مهندسی راه‌آهن، مهندسی  هوافضا و مهندسی دریا نیز زیر مجموعه مهندسی وسایل نقلیه و زیر شاخه مهندسی مکانیک می‌باشند.
رشته مهندسی مکانیک به غیر از گرایش ساخت و تولید، در زمینه تئوری، به گرایش حرارت و سیالات، دینامیک، ارتعاشات و کنترل و جامدات تفسیم می‌شود و زیرشاخه‌های نامبرده مهندسی مکانیک، کاربرد تئوری‌های گرایش‌ها مربوطه می‌باشد. گرایش طراحی سیستم‌های دینامیکی خودرو کاربرد دروس دینامیک، ارتعاشات و کنترل در خودرو، گرایش طراحی  قوای محرکه خودرو کاربرد دروس حرارت و سیالات در خودرو و گرایش طراحی شاسی و بدنه خودرو کاربرد دروس جامدات، استاتیک و مقاومت مصالح در خودرو می‌باشد. گرچه دروس تخصصی گرایش‌ها و حتی رشته‌های دیگر  در این گرایش‌ها نیز استفاده می‌گردد.
دروس اصلی گرایش‌های رشته مهندسی خودرو:
طراحی سیستم‌های دینامیکی خودرو:
- ریاضیات مهندسی پیشرفته
- دینامیک پیشرفته
- ارتعاشات پیشرفته
- کنترل پیشرفته
- آکوستیک
- دینامیک خودرو پیشرفته
- طراحی سیستم انتقال قدرت خودرو
- طراحی سیستم تعلیق خودرو
- طراحی سیستم‌های چرخ، ترمز و فرمان
- خودروهای هیبرید و الکتریکی
- بهینه سازی
- سمینار
- پایان نامه

طراحی قوای محرکه خودرو:
- ریاضیات مهندسی پیشرفته
- انتقال حرارت پیشرفته
- ترمودینامیک پیشرفته
- سیالات پیشرفته
- موتورهای احتراق داخلی پیشرفته
- سوخت و احتراق پیشرفته
- طرایح موتورهای احتراق داخلی پیشرفته
- بهینه سازی
- سمینار
- پایان نامه

طراحی شاسی و بدنه خودرو:
- ریاضیات مهندسی پیشرفته
- ارتعاشات پیشرفته
- مکانیک ضربه
- طراحی و تحلیل سازه و بدنه
- اجزای محدود
- روش‌های تولید بدنه خودرو
- خستگی و شکست در خودرو
- طراحی سیستم‌های شاسی
- الاستیسیته و پلاستیسیته
- ارتعاشات و آکوستیک سازه و بدنه
- بهینه سازی
- سمینار
- پایان نامه

طراحی سیستم‌های الکترونیکی خودرو:
- ریاضیات مهندسی پیشرفته
- MEMS
- بهینه سازی
- سمینار
- پایان نامه

| نرم افزار                | سیستم‌های دینامیکی خودرو | قوای محرکه خودرو | شاسی و بدنه خودرو |
| ------------------------ | ----------------------- | ---------------- | ----------------- |
| MATLAB                   | YES                     | YES              | YES               |
| COMSOL                   | YES                     | YES              | YES               |
| ANSYS                    | YES                     | YES              | YES               |
| ABAQUS                   | YES                     | YES              | YES               |
| Altair                   | YES                     | YES              | YES               |
| LabVIEW                  | YES                     | YES              | YES               |
| AVL                      | YES                     | YES              | -                 |
| Siemens Simcenter Amesim | YES                     | YES              | -                 |
| GT-SUITE                 | YES                     | YES              | -                 |
| MSC ADAMS                | YES                     | -                | -                 |
| MSC Nastran              | YES                     | -                | YES               |
| MSC Dytran               | YES                     | -                | YES               |
| MSC Actran               | YES                     | -                | YES               |
| SimWise 4D               | YES                     | -                | -                 |
| KISSsoft                 | YES                     | -                | -                 |
| CarSim                   | YES                     | -                | -                 |

## اعضای هیئت علمی[۳]
گروه قوای محرکه خودرو:
- محمد حسن شجاعی فرد، استاد
- امیرحسن کاکایی، دانشیار
- غلامرضا مولایی منش، استادیار
- علی قاسمیان مقدم، استادیار

گروه سیستم‌های دینامیکی خودرو:
- بهروز مشهدی، استاد
- سلمان ابراهیمی نژاد رفسنجانی، استادیار
- مسعود مسیح تهرانی، استادیار

گروه شاسی و بدنه خودرو:
- جواد مرزبان راد، دانشیار
- ابوالفضل خلخالی، دانشیار
- حامد سعیدی گوگرچین، استادیار

گروه سیستم‌های الکترونیکی خودرو:
- مسعود دهمرده، استادیار
- عبدالله امیرخانی، استادیار

## پژوهشکده مهندسی خودرو
پژوهشکده مهندسی خودرو دانشگاه علم و صنعت ایران در سال ۱۳۶۸ شمسی تأسیس گردید. تأسیس این پژوهشکده همکاری متقابل دولت، جامعهٔ صنعتی و دانشگاه برای کمک به صنعت خودروسازی در جهت رفع نیازهای فنی و اتخاذ روش‌های مدرن و علمی‌تر از طریق شرکت در پروژه‌های طراحی و تحقیقاتی دوجانبه است. به گفته رئیس این دانشکده، محمدحسن شجاعی‌فرد قرار است تا سال ۹۶ تولید انبوه خودرو در این پژوهشکده صورت پذیرد.
پژوهشکدهٔ مهندسی خودرو به همراه دانشکدهٔ مهندسی خودرو با صنایع خودروسازی بزرگ ایران از قبیل ایران خودرو، سایپا، پارس خودرو، ایران خودرو دیزل، سایپا دیزل، زامیاد، مگا موتور، آی‌دی‌ای‌ام، ساپکو، سازه گستر سایپا، سایپا یدک و ایساکو همکاری داشته‌است.

## نشریه بین اللملی مهندسی خودرو
انجمن مهندسان خودرو ایرانی (ISAE) با افتخار معرفی مجله جدید خود به نام "مجله بین المللی مهندسی خودرو (IJAE)" را به صورت سه ماهه از اول ژانویه منتشر می‌کند. این مجله دارای رتبه علمی پژوهشی وزارت علوم، تحقیقات و فناوری ایران است و اولین مجله علمی این رشته در زمینه تکنولوژی خودرو در منطقه است.

## طرح مفهومی پلتفرم ملی
از سال ۱۳۹۰ در دانشکده و پژوهشکده مهندسی خودرو شروع به طراحی کرده و در سال ۱۳۹۵ متوقف شد.

## طرح مفهومی خودروی برقی یاس
در مراسم افتتاحیه همایش بین‌المللی قوای حرکه نوین از یک طرح  مفهومی خودروی برقی رونمایی شد. این طرح «یاس» و به دانشکده مهندسی خودروی دانشگاه علم و صنعت ایران تعلق دارد.
البته این نخستین باری نیست که دانشگاه‌های ایران خودروهای برقی طراحی می‌کنند اما با توجه به حجم ترافیک و آلایندگی خودروها ضرورت وجود آن‌ها به خصوص در پایتخت دیده می‌شود. طرح مفهومی یاس نیز با توجه به این موضوع طراحی شده چرا که بخش زیادی از ترافیک در تهران به خودروهای تک سرنشین تعلق دارد. خودروهای تک سرنشین علاوه بر ترافیک بر حجم آلایندگی نیز می افزایند. به گفته ابوالفضل خلخالی، عضو هیئت علمی دانشکده مهندسی خودرو دانشگاه علم و صنعت ایران، در سراسر جهان از خودروهای الکتریکی کوچک به عنوان راه حلی برای این مشکلات استفاده می‌شود. طرح یاس نیز با همین هدف و با الگوبرداری از خودرهای روز دنیا ارائه شده‌است. 
این خودروها باتوجه به کوچک بودن از حجم ترافیک می‌کاهد و از آنجا که سوخت فسیلی مصرف نمی‌کنند، به آلودگی هوا نیز منجر نمی‌شوند.
طراحی خودرو با توجه به شرایط تهران
خلخالی دربارهٔ مشخصات این طرح به خبرنگار مهر گفت:  این خودرو با یکبار شارژ می‌تواند ۱۰۰ کیلومتر را طی کند و بالاترین سرعت آن نیز ۴۵ کیلومتر برساعت است. شیب روی خودرو نیز با توجه به شهر تهران با ۱۵ درصد شیب متوسط تعیین شده‌است. باتوجه به پستی و بلندی‌های تهران نیز ارتفاع خودرو تا زمین محاسبه شده‌است. علاوه بر این موارد بدنه خودرو نیز به صورت سازه فضایی است که در پوشش آن از کامپوزیت استفاده می‌شود.
وی افزود: یکی از نکات جالب توجه دربارهٔ طرح یاس آن است که در تولید این خودرو از زنجیره تأمین داخلی استفاده می‌شود و نیازی به وابستگی به خارج از کشور نیست.
به گفته خلخالی  یک یا دوقطعه باید از خارج تأمین شود، اما  پس از گذشت  یک یا دو سال از تولید، می‌توان آن‌ها را در داخل تولید کرد. 
این عضو هیئت علمی گفت: در کنار تمام این موارد باید اشاره کرد؛  این خودرو کلاس بین موتورسیکلت و  خودرو است اما  شاسی کامل یک خودور را دارد و تردد با آن راحت است.  درآیتم‌هایی مانند چراغ‌ها، آیینه‌ها و شیشه‌ها از تجهیزات متداول خودرویی استفاده شده‌است و امکانات یک خودروی کامل را دارد. همچنین در بحث نمایشگرهای کیلومتر و پیمایش و مصرف، صاحب خودرو می‌تواند از موبایل یا تبلت خود استفاده کند. به عبارت دیگر فرد موبایل یا تبلت خود را به وسیله  نرم افزار مربوط و بلوتوث به خودرو متصل می‌کند و  می‌تواند اطلاعات خودرو را در موبایل ببیند و همزمان مسیریابی نیز انجام دهد.
سهولت تعویض باتری
علاوه برتمام آنچه گفته شد، مهم‌ترین بحث در تولید یک خودروی برقی به باتری آن مربوط است. در حال حاضر  دو نوع باتری لیتیوم یونی و سرب اسیدی در بازار وجوددارد.
به گفته خلخالی خودروی مفهومی یاس طوری طراحی شده که امکان استفاده از هر دونوع باتری در آن میسر باشد و مشتری می‌تواند به دلخواه نوع باتری را انتخاب کند. از سوی دیگر دسترسی به باتری نیز آسان است. صاحب خودرو می‌تواند به راحتی باتری را از زیر صندلی خارج و تعویض کند.
مدیر گروه سازه و بدنه و مهندسی دانشکده مهندسی خودرو دانشگاه علم و صنعت اظهار داشت: باتری خودرو کالای گرانقیمتی است. بنابراین باتوجه به اهمیت بحث باتری خودروهای برقی  طرح‌های مختلفی برای این منظور در نظر گرفته شده‌است. در طرح خودروی برقی یاس شهرداری یا دولت صاحب باتری خواهد بود و آن‌ها را به مشتریان اجاره می‌دهد.  فراهم کردن امکان سهولت خارج کردن باتری نیز برای آن است که اگر دولت‌ها یا شهرداری قواعدی را برای اجاره باتری تعیین کنند، به راحتی بتوان به آن دسترسی یافت.
وی افزود: به عبارت دیگر مشتری هنگام خرید فقط بهای خودرو را می پرازد و باتری را به‌طور جداگانه از شهرداری اجاره می‌کند.  به این ترتیب قیمت آن به طرز قابل توجهی کاهش می یابد. از سوی دیگر با این روش می‌توان استفاده از خودروهای سبک و برقی را در جامعه ترویج کرد.
این استاد دانشگاه گفت: علاوه بر آن این خودرو مجهز به آداپتور مخصوصی است و شارژ این خودروها نیز بسیار آسان و در پارکینگ خانه انجام می‌شود. همچنین راننده می‌تواند با مراجعه به ایستگاه‌هایی که در شهرداری‌ها تعیین می‌شود، باتری خالی خود را تحویل و باتری شارژ شده تحویل بگیرد. همچنین می‌توان قابلیت شارژ باتری در این اماکن را نیز فراهم کرد. هر زمان که شارژ باتری تمام شد، راننده می‌تواند آن را در این اماکن تعویض کند. 
تجاری سازی طرح‌ها همچنان در گرو تأمین استاندارد خودروها
یکی از بحث‌های مهم در زمینه طرح‌های مفهومی خودروهای برقی بحث تجاری سازی آن‌ها است. درهمین راستا خلخالی می‌گوید: در بحث تجاری سازی یکی از مشکلات شماره گذاری این نوع خودروها است. شماره گذاری این نوع خودروها در گذشته در ایران با مشکلاتی روبرو بوده‌است. چون نمی‌توان از این خودرو انتظار داشت استانداردهای ۸۵ گانه یک خودرو را داشته باشد زیرا در اصل یک خودروی کوچک برقی است که برای حمل ونقل استفاده می‌شود. بنابراین نیازی به تأمین تمام استانداردها نیست. به‌طور دقیق تر این نوع خودرو که در دسته  quadrocycle ها  در جهان قرار می‌گیرد باید استاندارهای کامل یک موتورسیکلت  و برخی از استاندارهای خودرویی را داشته باشد.
وی اضافه کرد: ما در بحث تجاری سازی برنامه‌هایی نیز داریم و  مشغول مذاکراتی با سازمان استاندارد هستیم تا یک نمونه از خودرو ساخته شود. اگر این نمونه تأیید شود، مراحل شماره گذاری خودرو و سپس سرمایه‌گذاری و تجاری سازی آن نیز مطرح می‌شود.
بخش باتری نیازمند سیاست گذاری دولت
از سوی دیگر خلخالی معتقد است بحث باتری گلوگاه تولید خودروهای الکتریکی است. در این بخش نیاز به سیاست گذاری‌های آینده نگرانه وجود دارد تا در آینده بتوانیم این بخش را نیز تأمین کنیم. البته اکنون فناوری  باتری‌های لیتیوم یونی نیز قدیمی شده و باید روی نسل جدید باتری‌ها سرمایه‌گذاری کنیم.

## نگاره‌ها

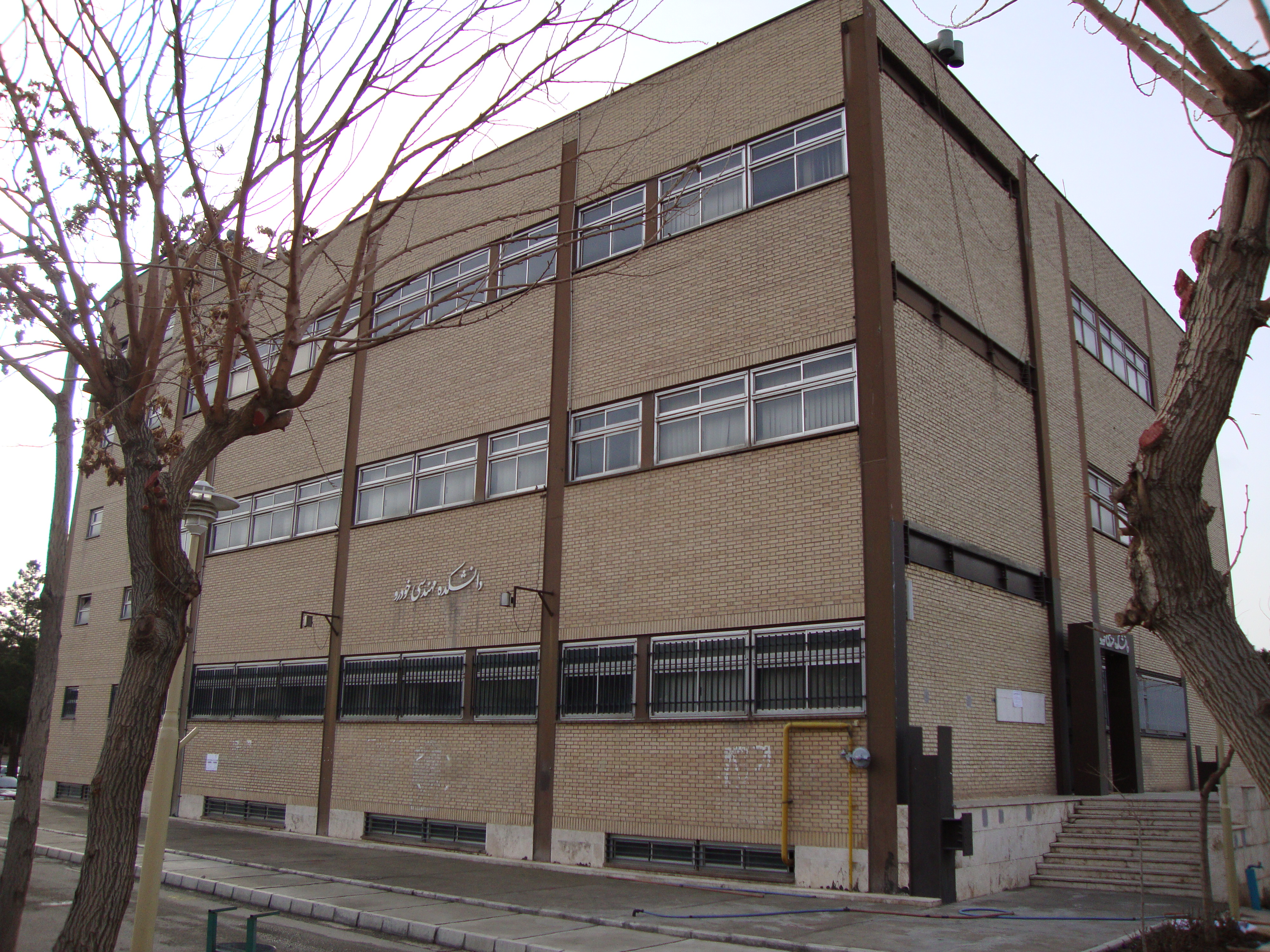
دانشکده مهندسی خودرو

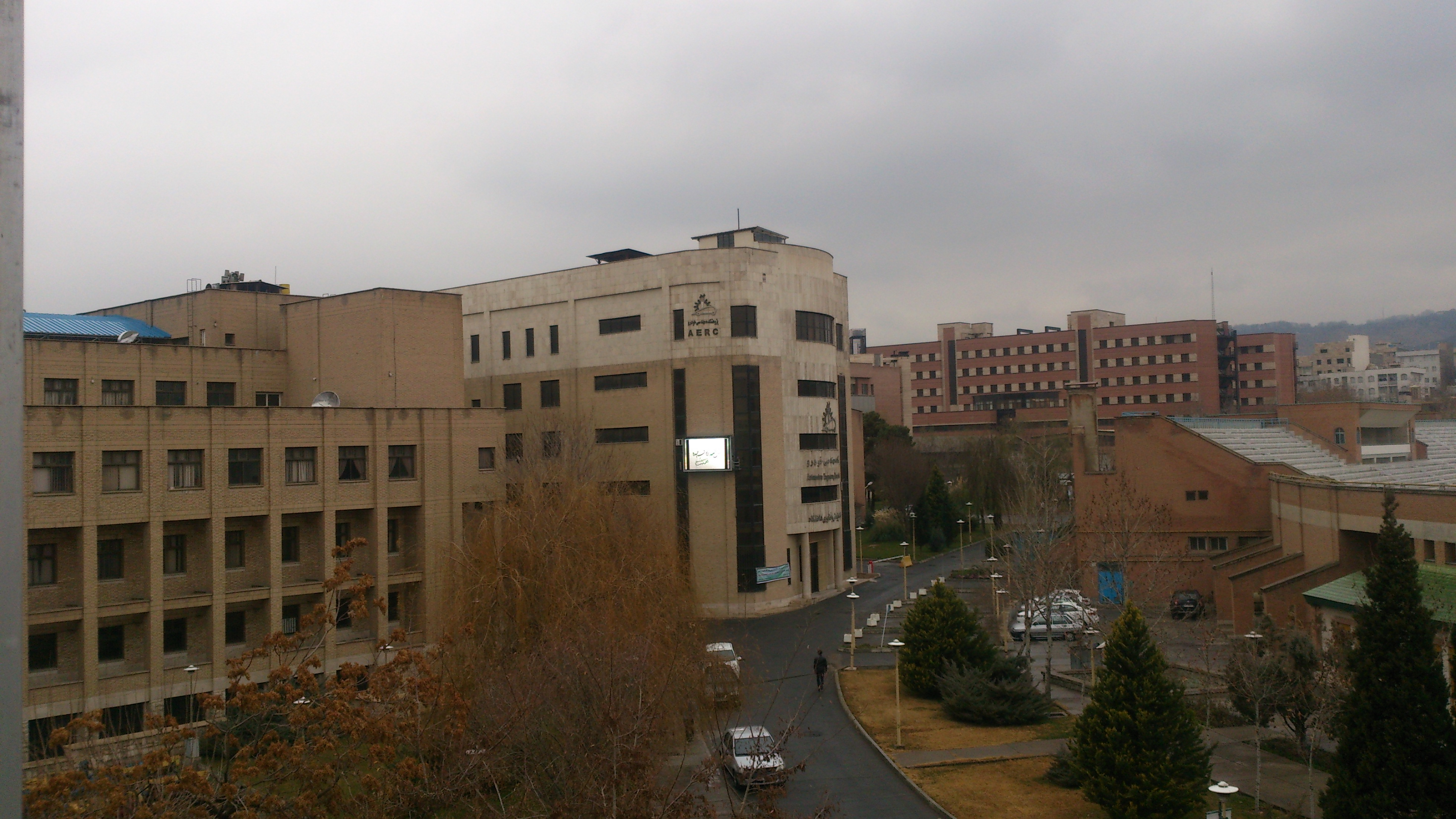
پژوهشکده مهندسی خودرو

## کنفرانس ملی ساخت و مواد پیشرفته
اولین کنگره ملی کاربرد مواد و ساخت پیشرفته در صنایع

## کنفرانس بین المللی قوای محرکه نوین
اولین همایش بین المللی قوای محرکه نوین

## انجمن علمی دانشکده مهندسی خودرو
انجمن علمی دانشجویی مهندسی خودرو
انجمن علمی دانشکده مهندسی خودرو